# Mietrechtsschutz
Mit einer Mietrechtsschutzversicherung sichern sich Mieter einer Mietsache und auch Eigentümer von selbst genutzten Immobilien bei einem Rechtsstreit mit den Nachbarn, der Wohnungsverwaltung oder auch dem Vermieter ab. Die Mietrechtsschutzversicherung übernimmt die Kosten für die Rechtsanwälte, die Gerichtskosten, die Kosten für Zeugen sowie die Kosten für benötigte Gutachter und Sachverständige.

## Leistungsumfang
Der Mietrechtsschutz für Mieter, auch Wohnungsrechtsschutz genannt, übernimmt die finanzielle Unterstützung bei allen juristischen Streitigkeiten zum Thema Mietrecht. Das kann eine mangelhafte Betriebskostenabrechnung, nicht gesetzeskonforme Klauseln im Mietvertrag, eine nicht gerechtfertigte Mieterhöhung oder Streit mit den Nachbarn sein. Die Mietrechtsschutzversicherung unterstützt betroffene Mieter, die eigenen Ansprüche durchzusetzen und ungerechtfertigte Forderungen abzuwehren. Dazu werden die Anwalts- und Gerichtskosten bei rechtlichen Auseinandersetzungen übernommen.
Kommt es zu einer juristischen Auseinandersetzung mit dem Vermieter, Nachbarn oder der Hausverwaltung, übernimmt die Mietrechtsschutzversicherung die
- Anwaltskosten
- Gerichtskosten
- Kosten für bestellte Zeugen
- Aufwendungen für Sachverständige und
- bestellte Gutachter

Das gilt auch für Konflikte, die im Zusammenhang mit der Mietsache stehen. Dazu zählen die Garage, der Stellplatz, das Gartenhaus, der Garten sowie die Solar- und Photovoltaikanlage.
Sehr häufig können Streitigkeiten bereits im Vorfeld mittels einer Mediation außergerichtlich geklärt werden. Die Kosten der Schlichtung werden i. d. R. von der Mietrechtsschutzversicherung übernommen.
Auch Eigentümer selbst bewohnter Immobilien genießen Versicherungsschutz bei juristischen Streitfällen, wie Unstimmigkeiten mit der Hausverwaltung.
Der Versicherungsschutz Mietrecht besteht auch für den Zweitwohnsitz in Deutschland. Das ist bei einem Zweitwohnsitz in einem anderen Land durch Tarifanpassungen auch möglich.

## Leistungsfall
Voraussetzung der Eintrittspflicht der Mietrechtsschutzversicherung ist immer das Vorliegen eines Rechtsschutzfalles.
Die Versicherer Mietrechtsschutz klären vorab, ob die Rechtsverfolgung hinreichende Aussicht auf Erfolg hat und ob dem Versicherten kein schuldhaftes Handeln zur Last gelegt wird. Im Rahmen einer Deckungsanfrage wird geprüft, ob der Rechtsstreit versichert ist.

## Leistungsausschlüsse
Eine Mietrechtsschutzversicherung deckt nicht die Kosten aller Streitigkeiten ab. In der Regel kommt der Baurisikoausschluss zum Tragen (§ 3 Abs. 1 lit. d ARB), d. h. alles was mit einer Baumaßnahme im Zusammenhang steht, ist ausgeschlossen.
Dazu gehören der z. B. ein Hausneubau und sich daraus ergebende Auseinandersetzungen mit den Nachbarn, mit Handwerkern oder der Stadtverwaltung, der Kauf einer Eigentumswohnung und der Streit mit dem Bauträger oder Wohnungsmakler, Umbauarbeiten und Streitigkeiten wegen der Baugenehmigung sowie Streit bzgl. der Finanzierung mit Banken und Bausparkassen.

## Wartezeit
Für die Mietrechtsschutzversicherung gilt vielfach keine Wartezeit und es werden auch zurückliegende Rechtsstreitigkeiten bearbeitet.

## Rechtsgrundlagen
Basis der Mietrechtsschutzversicherung sind die Allgemeinen Rechtsschutzbedingungen (ARB). Der Gesamtverband der Deutschen Versicherungswirtschaft veröffentlicht Musterbedingungen, die von den Mitgliedsunternehmen üblicherweise übernommen werden.